# Comuna Novosilka, Derajnea
Novosilka (în ucraineană Новосілка) este o comună în raionul Derajnea, regiunea Hmelnîțkîi, Ucraina, formată din satele Litkî, Novosilka (reședința) și Pidlisne.

## Demografie
Componența lingvistică a comunei Novosilka
     Ucraineană (98,17%)
     Alte limbi (1,08%)
Conform recensământului din 2001, majoritatea populației comunei Novosilka era vorbitoare de ucraineană (98,17%), existând în minoritate și vorbitori de alte limbi.